# Skeppsås
Skeppsås är kyrkbyn i Skeppsås socken i Mjölby kommun i Östergötlands län. Orten ligger nordost om Skänninge. SCB avgränsade 1995 bebyggelsen till en tätort 1995 med 50 invånare. Vi beräkningen 2000  understeg antalet 50 och den räknades då inte längre som småort, men har sedan mellan 2005 och 2015 återigen klassats som en småort. Vid avgränsningen 2020 understeg antalet bofast 50 och småorten avrgisterades.
I orten ligger Skeppsås kyrka.